# Victoria Weissberg
Victoria Weissberg (Lima, julio de 1925 - Miami, 29 de abril de 2016), de soltera Barouh Avayü, fue una peruana sobreviviente de los campos de concentración nazis.

## Biografía
Victoria nació en julio de 1925 en Lima. Sus padres Samuel, un judío griego y su madre Rebecca, judía turca, se habían casado en Valparaíso (Chile) en 1923. Decidieron migrar a la capital del Perú porque en esa ciudad tenían amistades que eran parte de una pujante colonia judía. A inicios de la década de 1930 la familia se mudó a Trujillo e instaló una tienda de ropa y enseres que luego tuvo una sucursal en Lima.
En noviembre de 1930 se trasladaron a Francia, país que fue invadido por el ejército nazi en 1940.

### Prisionera en campos de concentración
Victoria vivía en Béziers (Francia), cuando los nazis la capturaron junto a su familia. Todos fueron deportados al campo de tránsito de Drancy. Creyó que por su juventud y haber nacido en el Perú podría salvarse de ir a los campos de concentración. Durante la guerra Victoria estuvo en cuatro campos, incluido el de Auschwitz, al que fue trasladada el 5 de junio de 1944 junto a sus padres, su tío y sus tres hermanos (Mathilde, José y Maurice). Todos ellos fueron asesinados ese mismo día. A Victoria le tatuaron el código de prisionera A-7085 y fue enviada a las barracas de Birkenau, uno de los subcampos de Auschwitz. Fue asignada a un grupo de trabajo agrícola que se dedicaba a recoger patatas de un campo cerca de la ciudad de Katowice (Polonia). Cuando la temporada de cosecha pasó, se le asignó a otro grupo que retiraba piedras del camino.
Al llegar el invierno fue enviada al campo de Bergen-Belsen donde trabajó esclavizada en una fábrica de piezas de metal durante tres meses. En abril de 1945 los ingleses liberaron el campo de concentración, pero Victoria fue reubicada al dictarse la orden de que los supervivientes debían registrarse en los campos donde habían estado. Fue trasladada al campo de Terezín (Checoslovaquia) que fue liberado por el Ejército Rojo en mayo de 1945.
En 1947 se casó con otro superviviente del Holocausto y en 1951 establecieron su hogar en Miami.
Falleció el 29 de abril de 2016 por una insuficiencia cardíaca en su residencia de Miami.